# Carl Rowan
Carl Thomas Rowan (* 11. August 1925 in Ravenscroft, Tennessee; † 23. September 2000 in Washington, D.C.) war ein Journalist und Autor. Als Kolumnist der Washington Post und der Chicago Sun-Times wurde er zu einem der bekanntesten afroamerikanischen Journalisten der Vereinigten Staaten.

## Leben
Rowan wuchs als eines von fünf Geschwistern in McMinnville, Tennessee auf. Die „Bernard High School“ verließ er als Klassensprecher und Jahrgangsbester 1942. Nach der Schulzeit zog er zu seinen Großeltern nach Nashville und arbeitete zunächst in einem Krankenhaus für Tuberkulose-Patienten. Er studierte von 1942 bis 1943 an der Tennessee State University und von 1943 bis 1944 an der Washburn University. Rowan war einer der ersten fünfzehn afroamerikanischen Offiziere der United States Navy und diente im Zweiten Weltkrieg. 1947 machte er seinen Abschluss am Oberlin College und erwarb 1948 den Master in Journalismus an der University of Minnesota.
1948 begann er seine Karriere als Korrektor für die Minneapolis Tribune, wo er ab 1950 als Reporter tätig war. Bis 1961 war der Schwerpunkt seiner Berichte die Bürgerrechtsbewegung der USA. 1950 heiratete er „Vivien Louise Murphy“. Sie hatten drei Kinder.
1961 wurde Rowan stellvertretender Staatssekretär von Präsident John F. Kennedy. Im folgenden Jahr berichtete er als Delegierter bei den Vereinten Nationen von der Kubakrise. Von Januar 1963 bis Januar 1964 war Rowan US-Botschafter in Finnland und wurde anschließend zum Direktor der United States Information Agency unter Lyndon B. Johnson ernannt. Er war der erste Afroamerikaner, der an den Sitzungen des Nationalen Sicherheitsrates teilnehmen durfte. 1965 trat Rowan von dem Posten zurück und nahm das Angebot an, eine Kolumne für das „Field Newspaper Service Syndicate“ zu schreiben. Außerdem war er drei Mal pro Woche als Radio-Kommentator für die „Westinghouse Broadcasting Company“ zu hören. Die Kolumne erreichte nahezu alle Haushalte mit einem Zeitungsabonnement der Vereinigten Staaten. Diese Arbeit und seine regelmäßigen Reportagen im Reader’s Digest verhalfen ihm zu nationaler Bekanntheit.
Von 1966 bis 1998 schrieb er für die „Chicago Sun-Times“ und war von 1967 bis 1996 Teilnehmer der politischen Diskussionssendereihe „Inside Washington“.

## Kontroverse
Rowan galt als Verfechter strenger Waffengesetze. In einer Kolumne aus dem Jahr 1981 befürwortete Rowan „ein Gesetz, dass jeder im Besitz einer Handfeuerwaffe ins Gefängnis gesteckt werden sollte“. Im Jahr 1985 plädierte er für „ein vollständiges Verbot des Verkaufs, der Herstellung, der Einfuhr und des Besitzes von Handfeuerwaffen“.
Am 14. Juni 1988 schoss Rowan „Neil Smith“, einen Teenager mit einer unregistrierten Pistole vom Kaliber „.22 lfB“, an. Smith hatte unerlaubter Weise den Swimmingpool im Garten von Rowan's Haus in Washington D.C. benutzt.
Unmittelbar nach der Schießerei verstrickte sich Rowan in Widersprüche darüber, woher er die Pistole hatte. Zunächst behauptete er, die Waffe als Reaktion auf Morddrohungen vom Ku Klux Klan erworben und ordnungsgemäß registriert zu haben. Später sagte Rowan aus, das sie einem seiner beiden Söhne gehören würde, der als FBI-Agent tätig war und die Registrierung daher nicht erforderlich gewesen wäre. Die Polizei widersprach dem und stellte fest, dass nach geltendem Recht des Bundesstaates alle Waffen registriert werden müssten und wer gegen dieses Gesetz verstoße, mit einer Freiheitsstrafe von bis zu einem Jahr und einer Geldstrafe von bis zu 1000 US-Dollar rechnen müsse.
Im anschließenden Prozess kam es zu einer dauerhaften Stimmengleichheit der Jury. Der Richter erklärte den Prozess daraufhin für gescheitert („mistrial“). In seiner Autobiografie schrieb Rowan, dass er nach wie vor für ein striktes Waffengesetz eintrete, aber verstehen könne, warum man ihm Heuchelei vorwerfen würde.

## Ehrungen
- 1968 erhielt er vom Colby College den „Elijah Parish Lovejoy Award“[8] und die Ehrendoktorwürde der Rechtswissenschaften.[9]
- Für einen von Rowan 1988 gedrehten Dokumentarfilm gab Thurgood Marshall sein einziges Interview während seiner Amtszeit am Obersten Gerichtshof der Vereinigten Staaten.
- 1990 wurde er von der National Association of Black Journalists in die „NABJ Hall of Fame“ aufgenommen.[10]
- 1995 war Rowan für den Pulitzer-Preis für seine politischen Kommentare nominiert.
- 1997 wurde er mit der Spingarn Medal ausgezeichnet.
- Der „National Press Club“ ehrte ihn 1999 mit einem vierten „Estate Award“ für sein Lebenswerk.[11]
- Rowan ist der einzige Journalist in der Geschichte, der den Sigma Delta Chi Award der „Society of Professional Journalists“ für journalistische Spitzenleistungen in drei aufeinander folgenden Jahren gewinnen konnte.[12]
- Am 9. Januar 2001 benannte die damalige US-Außenministerin Madeleine Albright den Pressesaal im State Department in „Carl T. Rowan Briefing Room“ um.[13]

## Werke
- South of Freedom. Louisiana State University Press, 1952, ISBN 978-0-8071-2170-2
- The Pitiful and the Proud, 1956
- Go South to Sorrow, 1957
- Wait till Next Year: The Life Story of Jackie Robinson, 1960
- Just Between Us Blacks, 1974
- Breaking Barriers: A Memoir. Little, Brown and Company, 1991, ISBN 978-0-316-73977-1
- Growing Up Black: From Slave Days to the Present: 25 African-Americans Reveal the Trials and Triumphs of Their Childhoods (Co-Autor). Avon Books, 1992, ISBN 978-0-380-76632-1
- Dream Makers, Dream Breakers: The World of Justice Thurgood Marshall. Little, Brown and Company, 1993, ISBN 978-0-316-75978-6
- The Coming Race War in America: A Wake-Up Call. Little, Brown and Company, 1996, ISBN 978-0-316-75980-9